# Two Weeks in Another Town
Two Weeks in Another Town is een Amerikaanse dramafilm uit 1962 van Vincente Minnelli. Het scenario is gebaseerd op de gelijknamige roman uit 1960 van de Amerikaanse auteur Irwin Shaw.

## Verhaal
De acteur Jack Andrus vertrekt naar een rustoord om te genezen van zijn alcoholprobleem. Wanneer hij een telegram ontvangt van regisseur Maurice Kruger, vertrekt hij naar Rome in de hoop een rol te vertolken in zijn nieuwe productie. Het werk dat hij voorgeschoteld krijgt, blijkt anders dan hem beschreven was.

## Rolverdeling
| Acteur                    | Personage      |
| ------------------------- | -------------- |
| Kirk Douglas              | Jack Andrus    |
| Edward G. Robinson        | Maurice Kruger |
| Cyd Charisse              | Carlotta       |
| George Hamilton           | Davie Drew     |
| Daliah Lavi               | Veronica       |
| Claire Trevor             | Clara Kruger   |
| James Gregory (schrijver) | Brad Byrd      |
| Rosanna Schiaffino        | Barzelli       |
| Joanna Roos               | Janet Bark     |
| George Macready           | Lew Jordan     |
| Mino Doro                 | Tucino         |
| Stefan Schnabel           | Zeno           |
| Vito Scotti               | Regieassistent |
| Tom Palmer                | Dr. Cold Eyes  |
| Erich von Stroheim jr.    | Ravinski       |